# Cerco un posto
Cerco un posto è un singolo del cantautore italiano Alfa, pubblicato il 7 ottobre 2022.

## Descrizione
Il brano, scritto dallo stesso cantautore, è prodotto da Antonio Di Santo.

## Video musicale
Il video musicale, diretto da Filiberto Signorello e Zeno, è stato pubblicato il 13 ottobre 2022 attraverso il canale YouTube del cantautore.

## Tracce
Testi di Andrea De Filippi, musiche di Andrea De Filippi e Antonio Di Santo.
1. Cerco un posto – 1:39